# Majkovi
Majkovi su naselje u Dubrovačko-neretvanskoj županiji. Administrativno pripadaju općini Dubrovačko primorje čije se sjedište nalazi u mjestu Slano.

## Zemljopisni položaj
Nalaze se u općini Dubrovačko primorje, uz mjesnu cestu Slano - Trsteno, odnosno na trasi stare Napoleonove ceste (Strada Marmont). Od Dubrovnika Majkovi su udaljeni oko 30 km sjeverozapadno.

## Povijest
Arheološka istraživanja u Majkovima (i širem području) napravio je Carl Patsch početkom prošlog stoljeca. U knjizi "Prilozi za etnologiju jugoistočne Europe" govori o Gradini iznad Slanoga predrimske prošlosti i mnogobrojnim gomilama, tumulusima ili nekropolama u Majkovima. Ilirska plemena Ardiaei i  Plearaei su nekada živjeli na tom području.
Majkovi kao dio Dubrovačkog primorja, područje od Kurila (današnje Petrovo Selo) do Neuma, 15. siječnja 1399. godine dolazi pod vlast Dubrovačke Republike koja ga je uspjela kupiti od kralja Bosne Stjepana Ostoje za 1500 dukata, kuću u Dubrovniku i dubrovačko građanstvo. Međutim Dubrovačko Primorje je trebalo još i vojno-diplomatski obraniti u zapletenim prilikama sučeljavanja oko dinastičkog prijepora u ugarsko-hrvatskom kraljevstvu i njegovih odraza u Bosni između 1403. i 1405. godine. Gredelj, knez Majkova 1399. godine sa seljacima podiže bunu protiv nove vlasti te je sa svojom vojskom uhvaćen na spavanju i odveden u tamnicu u Dubrovnik. Otada je ovo područje bilo dio dubrovačke države sve do njene propasti 1808. godine. Došavši u posjed toliko željenog područja (Terrae nuovae), Dubrovčani su pristupili uređenju prilika u novostečenom Primorju( dr.Josip Lucic, „Stjecanje, dioba i borba za očuvanje Dubrovačkog primorja 1399. – 1405.“). Zatečeni bastici, zentiloti, gentiloti razvlašteni su i lišeni posjeda i ako su željeli nastaviti živjeti u Primorju, morali su prihvatiti kmetski polozaj. Republika je zadržala vlasništvo nad novostečenom zemljom (dominium directum), a posjedovno pravo (dominium utile) je razdijelila svojim građanima. Primorje je postalo nova upravna jedinica, knežija (comitatus, contrata) na čelu s knezom koji je stolovao u Slanome. Knezu su pomagali brojni službenici: podknezovi, kancelari, sindici, kaznaci, teklići, đusticijeri, gajštaci, stimatori i ostali. (Majkovi u srednjem vijeku,Vincije B.Lupis, Antun Koncul,Djivo Sjekavica)
Majkovi kao najveće selo u Primorju, često se spominje u dubrovačkim arhivima, poznati su Majkovski statuti koje je 1560. godine napisao kancelar Dubrovačke Republike Petrus Franciscus Parisius. Radi se o dvije matrikule namijenjene bratovštinama Donjih i Gornjih Majkova, napisane su na pergamentu i sačuvane u cijelosti, 20. prosinca 1560. potvrđene od Malog Vijeća i spomenute u oporuci Francisca Benedicta de Prima iz 1601. godine pod imenima "Sanctae Trinitatis de Maglcoue Dogne" i "Sancti Stephani de Maglcoui Gorgni".
U Majkovima je matična crkva Presvetog Trojstva, a osim nje postoji više rimokatoličkih crkava i kapelica: Sv. Stjepana, Sv. Petra, Sv. Liberana, Sv. Ilije, Sv. Nikole i Gospe od Zdravlja, od kojih su neke zaštićene kao kulturno dobro.  Crkvu Sv. Franje kraj Đardina u Grbljavi su zapalili i srušili Crnogorci zajedno s Rusima kada su poharali Dubrovnik s okolicom u vrijeme osvajanja Napoleona i pada Republike. (Antun Tešija: Na rubu domovine)
Godine 1857. ekspozitura Svete Trojice odvojila se od župe svetog Vlaha u Slanom i počela voditi svoje matične knjige.
Dana 16. lipnja 1935. godine na seoski blagdan Presvetog Trojstva na gumnu Luka Kraljevića žandari su ubili Luku Luka Kraljevića (23), a ranili Marka Peraicu (25) i Luka Bujaka iz Majkova Donjih te Vladu Glumca iz Slanoga. (Ivan Tepšić: Krvava tragedija u Majkovima)
Početkom ljeta 1941. ustaše su doveli krivca ovog zlodjela pred oca ubijenog Luka na što ovaj kaže:
| “ | Mi mu nećemo suditi, zato postoje redovni sudovi. Njemu ne smije pasti ni dlaka s glave dok se nalazi na području našega sela. | ” |
| —Antun Golušić, Rodovi Slanskog primorja, 1. izd., Hrvatska akademija znanosti i umjetnosti, Dubrovnik, 1991., str.197. | |   |

Tijekom Domovinskog rata Majkove su bili okupirali pripadnici JNA i teritorijalne obrane Crne Gore te raznih dragovoljačkih četničkih postrojba. Neprijateljska vojska je popalila i opljačkala dosta objekata u mjestu. Arhiv župe Svetog Trojstva izgorio je tijekom Domovinskog rata pa je dosta važnih podataka izgubljeno.

## Gospodarstvo
Majkovi su gospodarski nerazvijeno naselje. Stanovništvo se uglavnom bavi poljodjelstvom, maslinarstvom, vinogradarstvom i pčelarstvom, stočarstvom i proizvodnjom nadaleko poznatog ovčijeg sira. U srpnju 2013. u bivšoj osnovnoj školi otvorena je Kuća meda, svojevrsni muzej meda, s prikazom proizvodnje meda i drugih pčelinjih proizvoda.
U tijeku je gradnja autoceste A1 koja od Zagreba preko Splita i Ploča vodi do Osojnika i Dubrovnika, a koja će dijelom prolaziti kroz Majkove pa se očekuje da će ovo i okolna naselja doživjeti gospodarski napredak.
Planira se i izgradnja vjetroelektrana u zaleđu naselja na brdima prema bosanskohercegovačkoj granici.
Majkovi su dobili pitku vodu te cjelokupnu vodoopskrbnu i protupožarnu mrežu kroz 5,3 kilometra glavnih vodoopskrbnih cjevovoda od Riđice. Izgrađena je i vodosprema Rožetići. Čime su ostvareni preduvjeti za razvoj seoskog turizma.

## Životinjski i biljni svijet
U Majkovima se nalazi herpetološki rezervat koji je bio predložen za zaštitu. Dana 27. siječnja 2022. Vlada Republike Hrvatske uredbom je proglasila posebni rezervat Lokve u Majkovima. Time je Republika Hrvatska dobila prvo područje zaštićeno u kategoriji posebnog herpetološkog rezervata s devetnaest vrsta vodozemaca i gmazova. Skoro je trećina ukupnog broja vrsta vodozemaca i gmazova zabilježenih u Republici Hrvatskoj prisutno u rezervatu, čak deset vrsta strogo je zaštićeno. Od svih vrsta u rezervatu najrjeđa je i najugroženija riječna kornjača (Mauremys rivulata). U neposrednoj blizini Majkova je i stanišni rezervat samoniklog oleandra, jedini lokalitet u Hrvatskoj stanišnog tipa.

## Stanovništvo
Prema popisu stanovnika iz 2011. godine u Majkovima je živjelo 194 stanovnika hrvatske nacionalnosti i katoličke vjeroispovjesti.
| broj stanovnika | 781   | 727   | 745   | 833   | 823   | 793   | 693   | 691   | 650   | 645   | 559   | 455   | 383   | 273   | 218   | 194   | 122   |
|                 | 1857. | 1869. | 1880. | 1890. | 1900. | 1910. | 1921. | 1931. | 1948. | 1953. | 1961. | 1971. | 1981. | 1991. | 2001. | 2011. | 2021. |